# Oregus
Oregus es un género de coleópteros adéfagos de la familia Carabidae. Es endémico de Nueva Zelandia.

## Especies
Relación de especies:
- Oregus aereus (White, 1846)
- Oregus inaequalis (Castelnau, 1867)